# 月球冒险
《月球冒险》是雅达利于1979年发行的街机游戏，使用矢量显示器显示矢量图形。虽然游戏不很成功，但街机游戏矢量图形化催生了雅达利最成功的投币式游戏《爆破彗星》。《月球冒险》的目标是引导登月模块成功在月球着陆。游戏于1979年8月发行，约制作4,830套。